# أبو علي حسن بن علي المسيلي
أبو علي حسن بن علي بن محمد المسيلي كان يسمى أبا حامد الصغير، فقيه وإمام جمع بين العلم والعمل والورع، وبين علمي الظاهر والباطن، له المصنفات الحسنة والقصص العجيبة المستحسنة.

## حياته
```
درس بمدينة 
بجاية
، وولي القضاء بها، وجمع بين العلم والعمل، وعرف بأبي حامد الغزالي الصغير، أورد الغبريني قولا لأبي علي المسيلي، جاء فيه: «أدركت ببجاية ما ينيف على تسعين مفتياً، ما منهم من يعرف الحسن بن علي المسيلي» لكثرة العلماء الجهابذة في مدينة بجاية في زمانه.
```

## مؤلفاته
- التذكرة في علم أصول الدين.
- النبراس في الرد على منكر القياس.
- التفكير فيما يشتمل عليه السور والآيات من المبادئ والغايات. سلك فيه طريقة أبي حامد الغزالي وبه سمي أبا حامد الصغير.[3]

## مواضيع ذات صلة
- قائمة أعلام الجزائريين.
- المرجعية الدينية الجزائرية.